# Tonya
Tonya là một huyện thuộc tỉnh Trabzon, Thổ Nhĩ Kỳ. Huyện có diện tích 254 km² và dân số thời điểm năm 2007 là 17052 người, mật độ 67 người/km².